# Île à la Chasse
Île à la Chasse är en ö i Kanada.   Den ligger i provinsen Québec, i den östra delen av landet, 1 100 km nordost om huvudstaden Ottawa. Arean är 15,7 kvadratkilometer. Ön ingår i Archipel-de-Mingans nationalpark.
Terrängen på Île à la Chasse är mycket platt. Öns högsta punkt är 19 meter över havet. Den sträcker sig 4,4 kilometer i nord-sydlig riktning, och 7,0 kilometer i öst-västlig riktning.